# Amorosa
Amorosa is een bestuurslaag in het regentschap Nias Selatan van de provincie Noord-Sumatra, Indonesië. Amorosa telt 1299 inwoners (volkstelling 2010).